# Bâcu (okręg Jassy)
Bâcu – wieś w Rumunii, w okręgu Jassy, w gminie Ipatele. W 2011 roku liczyła 592 mieszkańców.